# 안드레아 날레스
안드레아 마리아 날레스(독일어: Andrea Maria Nahles, 1970년 6월 20일~)는 독일의 정치인이며 소속 정당은 독일 사회민주당이다. 2013년부터 2017년까지 메르켈 내각에서 노동사회장관을 지냈다. 사민당 내 강성좌파 진영을 대표하고 있으며, 슈뢰더 내각 시절 추진했던 하르츠 법안을 강도높게 비판한 바 있다. 2017년 진행된 대연정 협상 과정에서 정치적 면모를 드러냈으며, 이를 통해 마르틴 슐츠를 이어 사민당 첫 여성 당의장에 올랐다.

## 같이 보기
- 독일의 내각제